# Haute-Savane
Haute-Savane est un roman historique de Juliette Benzoni paru en 1981. Il compose le quatrième et dernier volet de la tétralogie Le Gerfaut des brumes.

## Personnages
- Gilles Goëlo
- Judith de Saint-Mélène
- Axel de Fersen